# Шиян, Вячеслав Павлович
Вячеслав Павлович Шиян (28 марта 1938, Дедиловский район, Тульская область — 8 апреля 2024, Тула) — советский и российский передовик производства, полный кавалер ордена Трудовой Славы.

## Биография
Родился 28 марта 1938 года в Дедиловском (ныне — Киреевском) районе Тульской области.
Окончил Тульский механический техникум транспортного строительства по специальности «техник-механик путевых и строительных машин» (1957). В 1957—1960 гг. служил в армии.
С 1960 года работал токарем в НИИ № 147 (с марта 1966 года — Тульский государственный НИИ точного машиностроения, с января 1992 года — НПО «Сплав» им. А. Н. Ганичева, сейчас входит в Госкорпорацию «Ростех»).
С 1967 года мастер, затем старший мастер участка механосборочного цеха № 2.
Автор более 20 рационализаторских предложений, внедрённых в производство и позволивших улучшить эксплуатационные характеристики изделий. Принимал участие в сборке реактивных систем залпового огня «Град», «Смерч», «Торнадо», «Ураган» и других.
Награждён орденами Трудовой Славы III степени (25.04.1975), II степени (17.10.1980) и I степени (19.10.1989). Также награждён медалями медалями «За доблестный труд. В ознаменование 100-летия со дня рождения В. И. Ленина», «300 лет российскому флоту», «Ветеран труда».
С 1 марта 2005 года на пенсии.
Умер 8 апреля 2024 года в Туле.